# Koberstadt

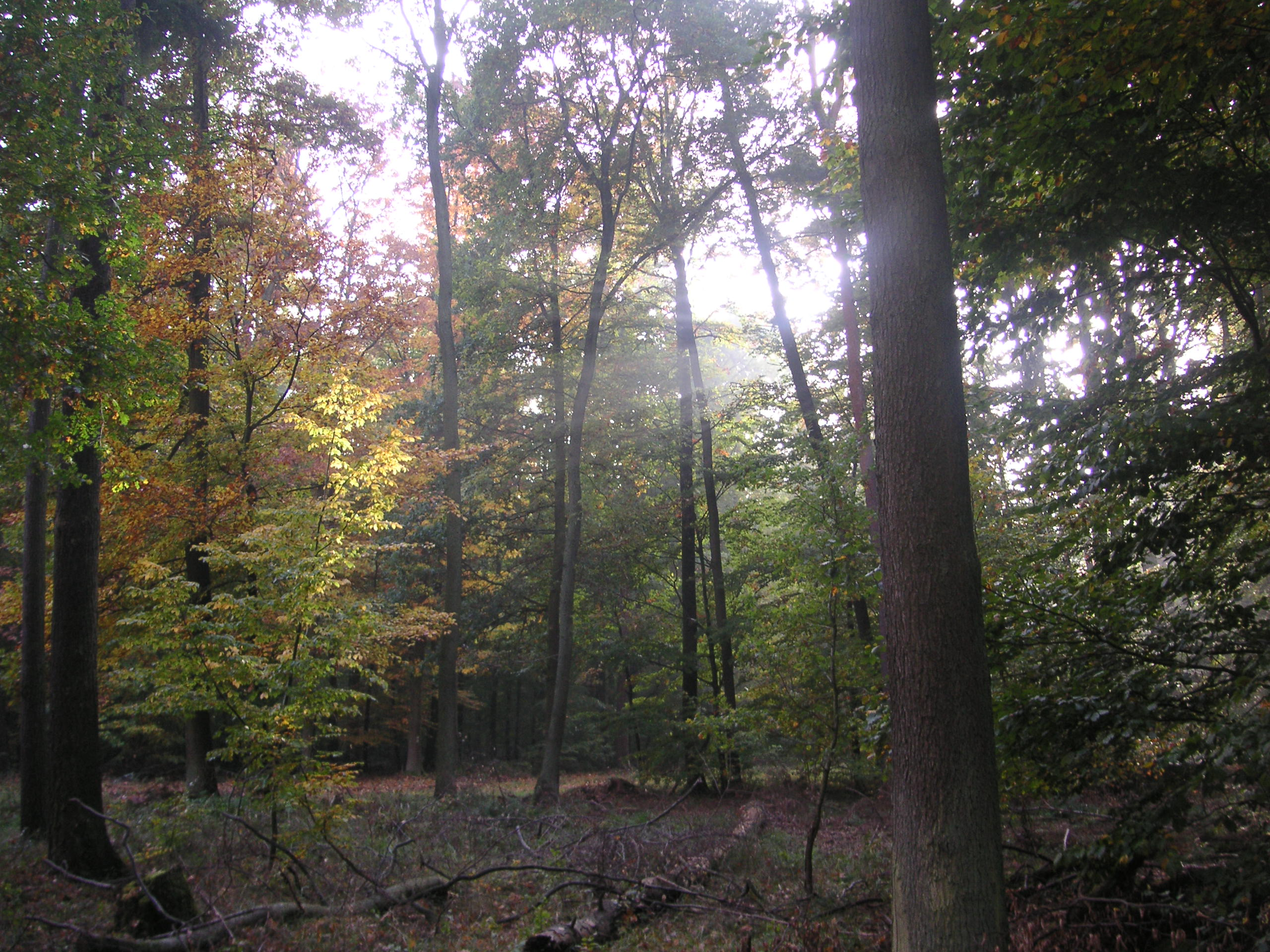
Koberstädter Wald bei Langen und Egelsbach

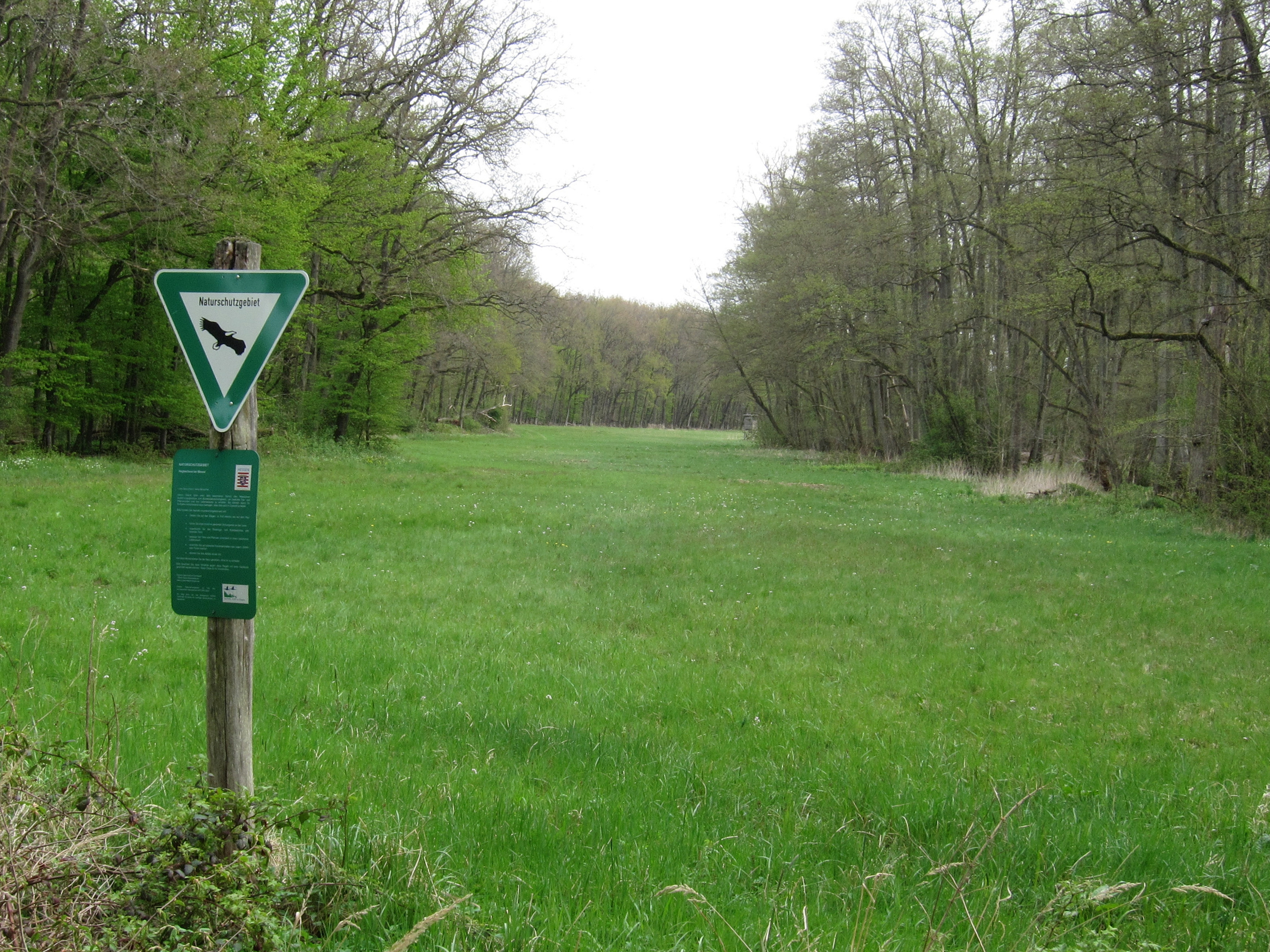
Hegbachaue

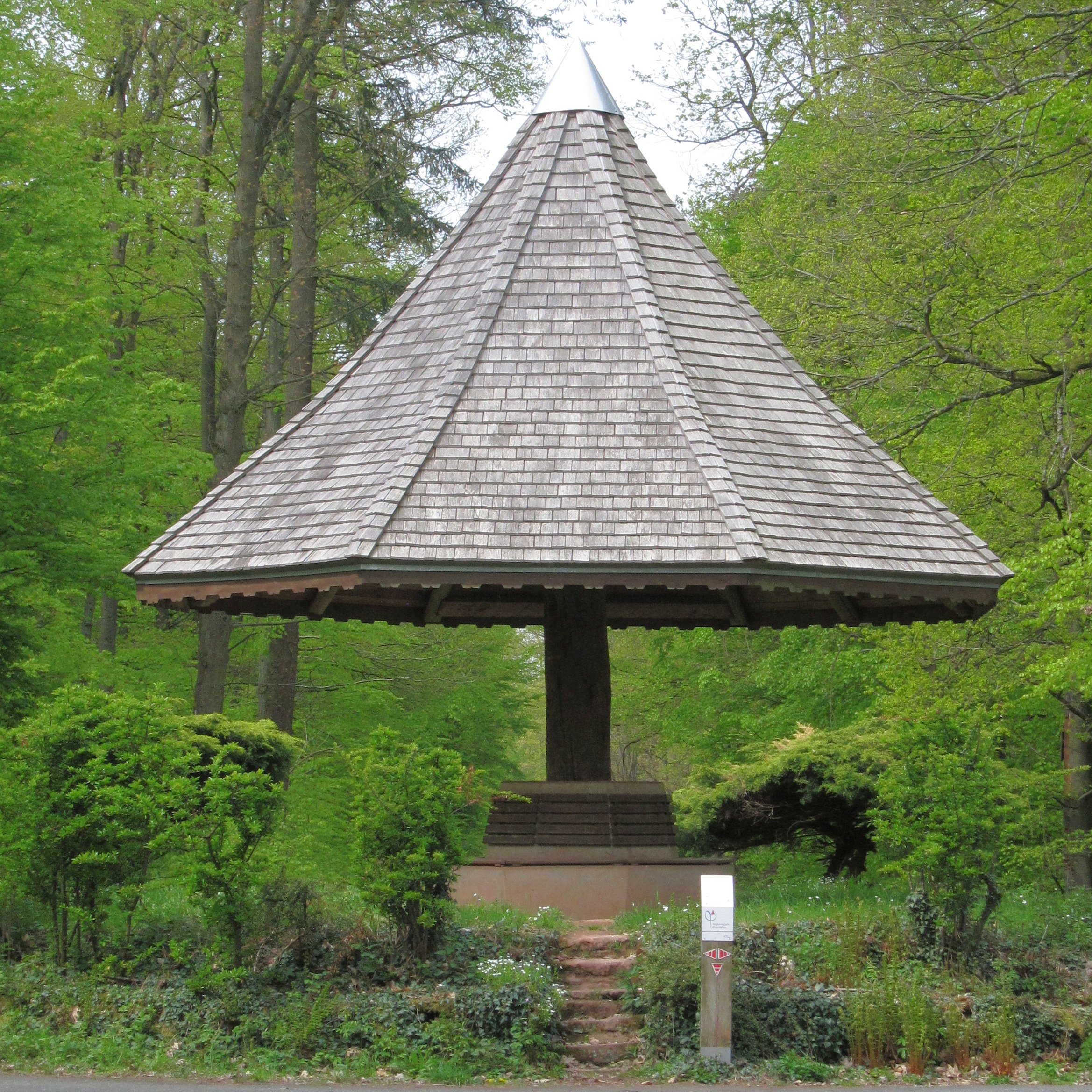
Historischer "Weißer Tempel" in der Langener Koberstadt

Die Koberstadt ist ein Waldgebiet zwischen Dreieich-Dreieichenhain und Dreieich-Götzenhain im Norden, Darmstadt-Arheilgen und Darmstadt-Kranichstein im Süden, Langen, Egelsbach und Erzhausen im Westen und Dreieich-Offenthal und Messel im Osten. Die Ausdehnung in Nord-Süd-Richtung beträgt etwa 10 bis 12 km, in West-Ost-Richtung etwa 4 bis 5 km.

In der Koberstadt befindet sich unweit von Langen eine hallstattzeitliche Grabhügelgruppe. Sie liegt im nach ihr benannten, auf älteren Karten auch nur als „Die Koberstadt“ bezeichneten „Koberstädter Wald“ östlich der Stadt.
Der Name Koberstadt leitet sich von Kupferstätte ab, denn schon früh wurden hier Metallfunde gemacht.
Im südlichen Teil des Koberstädter Waldes liegt das Naturschutzgebiet Hegbachaue bei Messel. Südlich davon geht der Wald in den Darmstädter Oberwald über.

## Grabhügelgruppe

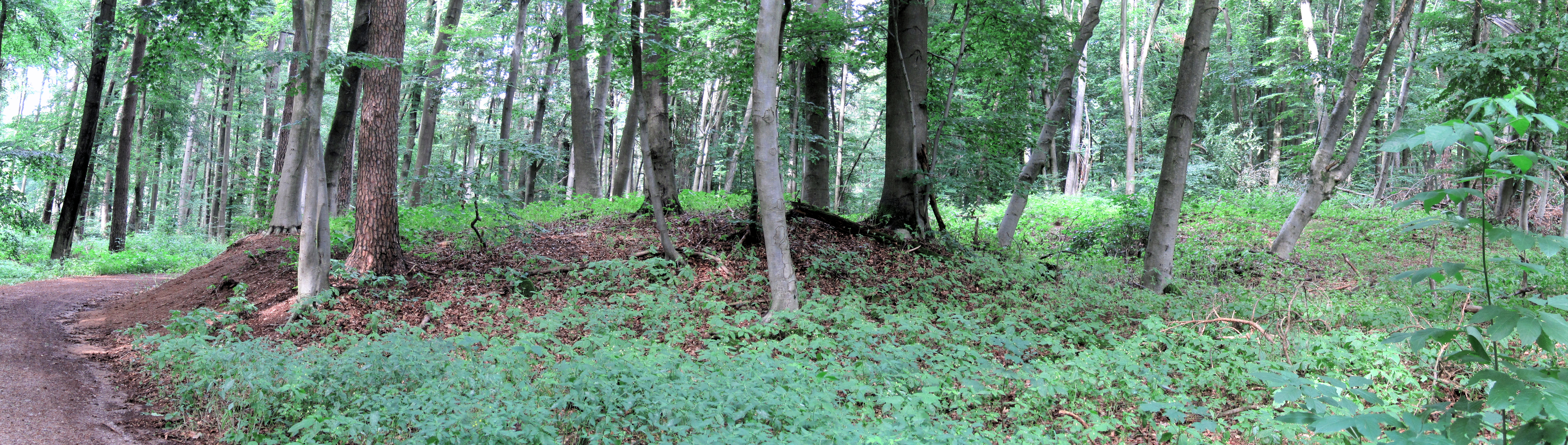
Hügelgräber am Grenzweg

Ausdehnung der Hallstattkultur

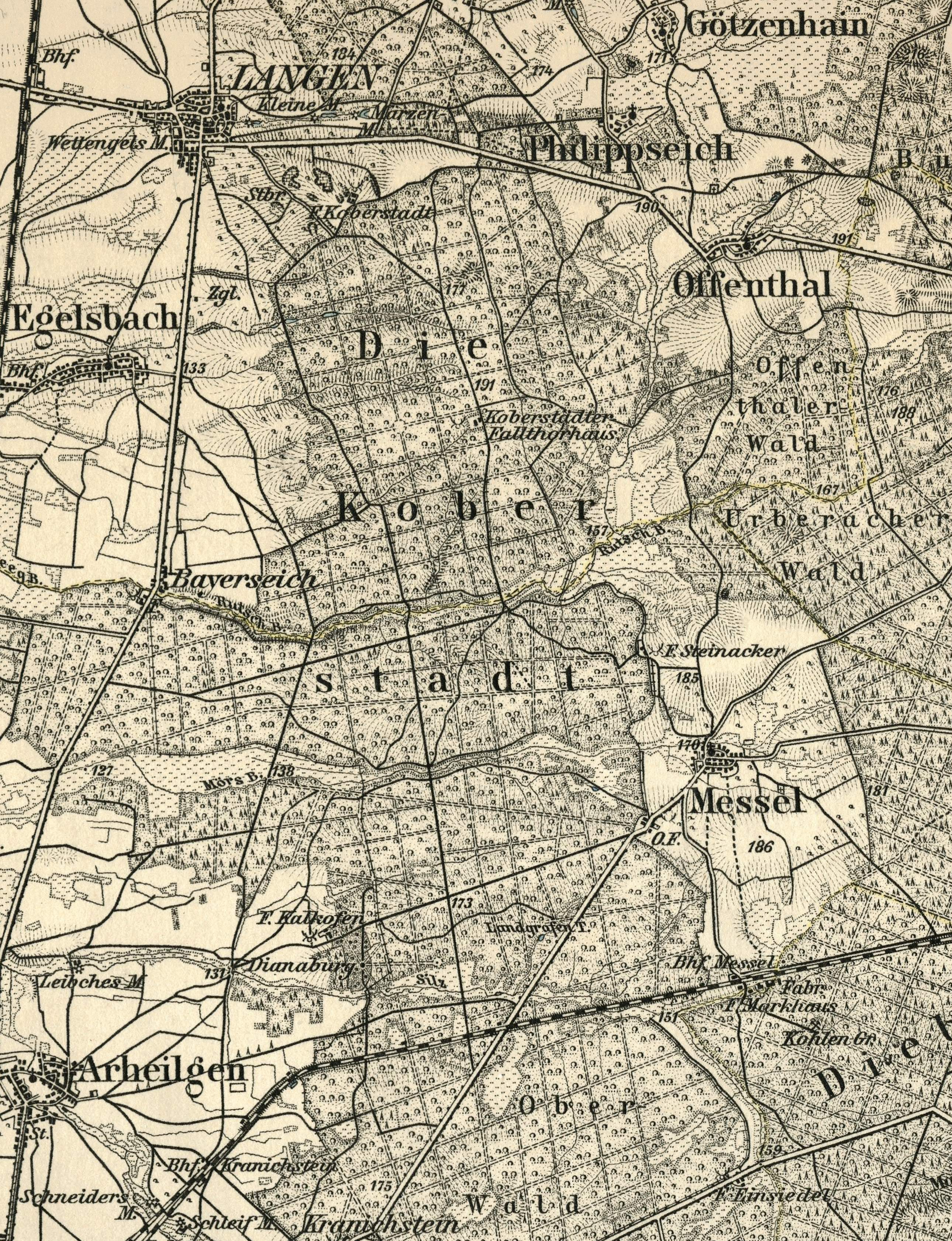
Waldstück „Die Koberstadt“. Topographische Karte des RfL von 1893

Die Koberstadt stammt aus dem 8. und 7. Jahrhundert vor Christus, aus der Hallstattzeit (Stufe Hallstatt C) und umfasst 29 Grabhügel. Davon wurden zehn Hügel mit bis zu 21 Metern Durchmesser und bis zu 1,95 Metern Höhe seit 1891 archäologisch untersucht. Zum Teil enthielten sie sehr aufwändige Innenbauten aus Stein oder Hügelbekrönungen mit Steinstelen. Aufgrund der Grabausstattung wird die gesamte regionale Kultur aus der Hallstattzeit auch als Koberstädter Kultur bezeichnet.
Durch die geschützte Lage im Wald sind die Grabhügel noch gut erhalten. Es kam daher nicht zu Beeinträchtigungen durch Bautätigkeiten oder landwirtschaftliche Arbeiten. Die archäologischen Funde sind im Hessischen Landesmuseum Darmstadt ausgestellt.
Im Kreis Offenbach gibt es noch weitere 40 Grabhügelgruppen mit über 400 Hügeln. Auch in der Nähe der Koberstadt befinden sich noch weitere kleinere Grabhügelgruppen.

## Siedlung
Im Jahr 1900 wurde am Westhang einer Sanddüne eine Erdbefestigung freigelegt. Diese Befestigung war nierenförmig und hat einen Längsdurchmesser von 330 Metern. Im Zentrum befand sich eine Siedlung, die von einem Wall mit Brustwehr und doppelten Graben geschützt wurde. Zusätzlich war die Siedlung durch eine Reihe spitzer Pfähle und geflochtenes Astwerk geschützt. Es bestanden fünf Zugänge, die verschlossen werden konnten.
Der äußerste Graben ist 810 Meter lang und die umschlossene Fläche 3,5 Hektar groß. Zur Befestigung dieser Anlage sollen rund 1.000 Männer notwendig gewesen sein. Aufgrund zweier Skelettfunde konnte die Siedlung ungefähr auf das Jahr 800 vor Christus datiert werden.
Von der eigentlichen Siedlung konnten sechs runde Wohnstellen nachgewiesen werden.
Die Ausgrabungen in der Koberstadt durch den großherzoglich hessischen Hofrat Friedrich Kofler ab 1900 erregten Aufsehen und waren in der Fachwelt viel beachtet. Die Existenz der Befestigungsanlagen wurde nach Ausgrabungen im Jahr 1980 von einigen Archäologen angezweifelt. Die Siedlungsreste und Funde aus den Grabhügeln aber zeugen weiterhin von einer großen Anzahl Menschen, die in der Hallstattzeit hier lebten.
Einer überlieferten Sage nach soll auf der Koberstadt ein heidnischer König residiert haben, der in Gestalt eines Hirsches durch seine Stadt irrte. Seine Stadt soll mitsamt ihren Einwohnern untergegangen sein.
Auf dem Gebiet der Langener Gemarkung wurden zahlreiche weitere Funde unter anderem aus der Hallstattzeit und der La-Tène-Zeit gemacht.

## Weitere Entwicklung
Über das Ende der Koberstadt ist nichts bekannt. Fest steht, dass ab Mitte des ersten Jahrhunderts die elbgermanischen Sueben in die Region einwanderten. Die wahrscheinlich aus der Bevölkerung der Hallstattzeit hervorgegangenen Kelten blieben zum Teil neben den Sueben weiterhin sesshaft und bewohnten an einigen Stellen der Region ihre alten Siedlungen weiter.
Im ersten Jahrhundert kam das Gebiet (das sogenannte Dekumatland) außerdem zunehmend unter römische Kontrolle und wurde spätestens 125 nach Christus als Civitas Auderiensium in der Provinz Obergermanien organisiert. Das nahe gelegene Langen entstand wahrscheinlich erst um 500–600 n. Chr. mit Besiedelung durch fränkische Einwanderer.

## Forsthäuser „Koberstadt“ und „Koberstädter Falltor“, Schlossplanung

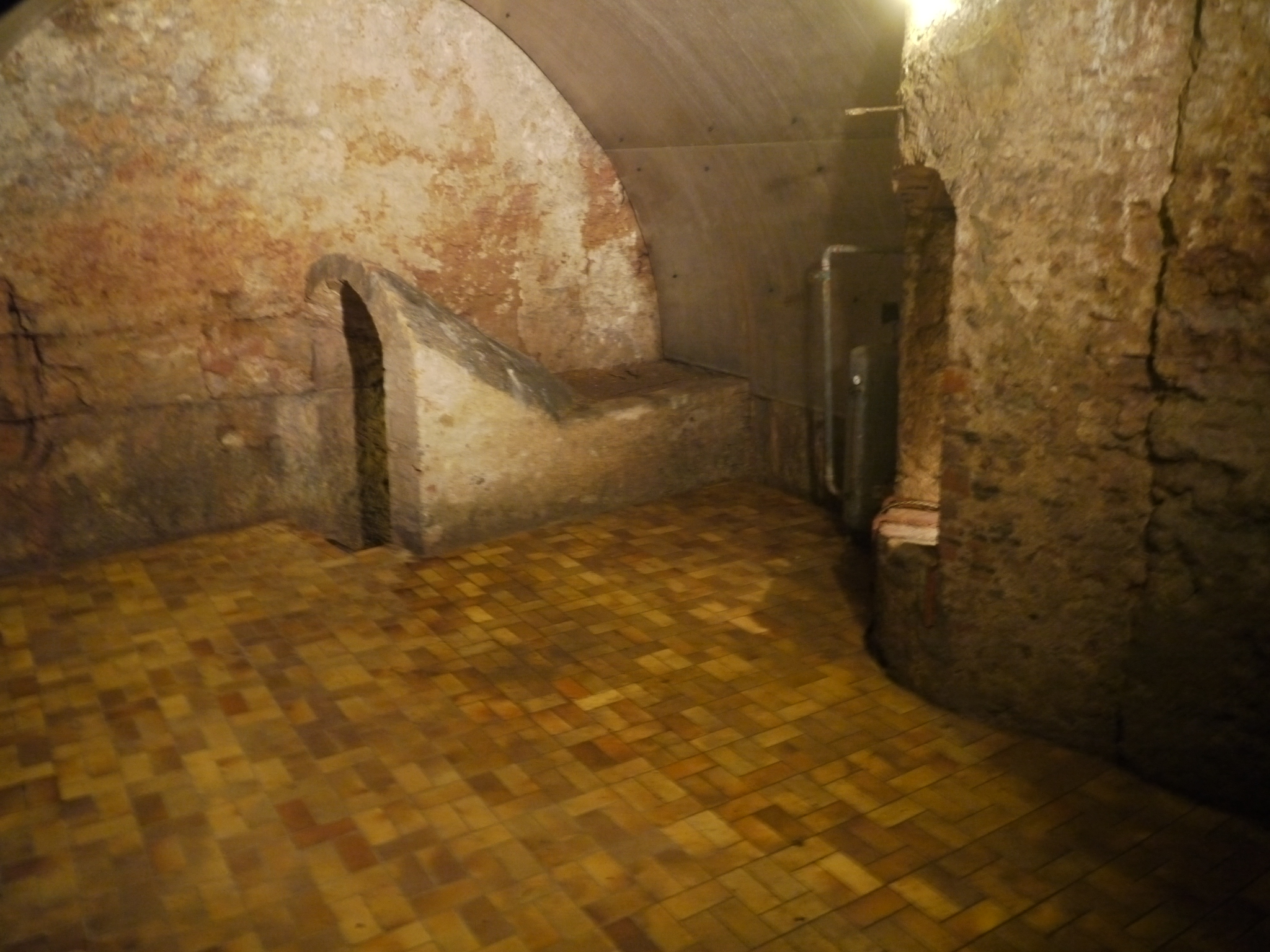
Kellergewölbe mit Abgang zur Brunnenstube

Ganz in der Nähe, am nordwestlichen Ende des Waldes, befindet sich ein Gebäude, welches mindestens seit 1631 als Forsthaus diente und den Namen Forsthaus Koberstadt trug. Das Gebäude soll auf den Grundmauern eines nicht fertiggestellten Schlosses errichtet worden sein, welches um 1565 von Graf Wolfgang von Ysenburg-Ronneburg geplant worden war. Es sollte für jeden Tag des Jahres ein eigenes Fenster erhalten. Der Graf ließ sein Schloss letztendlich bei Kelsterbach errichten und die Bauarbeiten wurden abgebrochen. Die Brunnenstube und der Keller des Forsthauses sollen Überreste des nicht vollendeten Schlosses sein.
Ob die Grundmauern des Gebäudes tatsächlich auf ein geplantes Renaissance-Schloss zurückgehen ist strittig. Das ehemalige Forsthaus ist seit 1974 in Privatbesitz.
Mit dem „Koberstädter Falltor“ bezog sich ein weiteres Forsthaus namentlich auf die Koberstadt. Das Gebäude wurde 1833 errichtet und 1868 erweitert. 1960/61 erfolgte ein An- und Umbau, 2007 wurden die Gebäude abgerissen. Bis zum Anschluss an die Wasserversorgung 1960 musste das Wasser einem Brunnen mit Pumpe entnommen werden. Heute befindet sich dort ein Rastplatz für Wanderer.

## Marathonlauf
Der Vorgänger des heutigen Koberstädter Wald-Marathons war ein Lauftreff den Leichtathleten der SG Egelsbach am 15. April 1978 gründeten. Im Sommer 1979 wurde ein Vorschlag zur Einrichtung eines Marathons von der Erzhäuser Langlaufgruppe und den Läufern der SG Egelsbach eingereicht. Die erfolgreiche erste Auflage fand am 9. September 1979 mit insgesamt 110 Läufern statt. Aufgrund des Erfolgs und der positiven Rückmeldungen der Teilnehmer wurde ein jährlich revolvierender Marathon eingerichtet, der Koberstädter Wald-Marathon.